# Minnelijke schikking
De minnelijke schikking is een rechtsfiguur uit het Belgisch strafrecht die het Openbaar Ministerie onder bepaalde voorwaarden toelaat om aan de verdachte van een misdrijf verval van strafvordering voor te stellen in ruil voor een tegenprestatie (meestal het betalen van een geldsom, maar soms ook het afstaan van bepaalde goederen, het uitvoeren van aanpassingswerken...).
De algemene regeling is vervat in het strafwetboek en staat bekend als verval van strafvordering tegen betaling van een geldsom (V.S.B.G.). Daarnaast zijn er ook afwijkende regelingen voor specifieke categorieën van misdrijven (verkeer, stedenbouw).
De Belgische wet op de minnelijke schikking in strafzaken (Frans: loi relative à la transaction pénale) maakt het mogelijk voor een rechtbank om een openbare strafvervolging te beëindigen in ruil voor de betaling van een geldsom. De wet wordt vaak voorgeschreven om rechtszaken af te handelen waar men niet zeker is van een succesvolle vervolging, of in zaken die vermoedelijk lang zullen aanslepen en zullen rekken, of het risico lopen op vertraging. De procedure van een V.S.B.G. wordt geregeld in art. 216bis Sv.
De schikking staat niet gelijk aan een veroordeling, en verschijnt niet op het strafblad van hen die aan een onderzoek onderworpen zijn.

## Geschiedenis
De mogelijkheid om de strafvervolging te schikken werd voor het eerst ingevoerd door het koninklijk besluit nr. 59 van 10 januari 1935. Dit voorzag in het teniet gaan van de publieke vordering door vrijwillige betaling. De regeling werd gemotiveerd vanuit de noodzaak om de rechtbanken te ontlasten en de gerechtskosten te drukken.

### Vroege versies van de jaren 1930 tot 1980
De oorsprong van de Belgische wet op de minnelijke schikking in strafzaken wet dateert van 1935, toen het Belgisch Parlement een nieuw vervolgingsmechanisme in het leven riep om de behandeling van rechtszaken te bespoedigen en de achterstand te verminderen. Daar waar het mechanisme oorspronkelijk uitsluitend bestemd was voor kleine overtredingen, is de toepassing ervan in de loop der jaren geleidelijk uitgebreid. Op 28 juni 1984 werd met de toevoeging van artikel 216bis de belangrijkste wijziging aan de wet toegebracht. Het artikel introduceerde de Criminele Transactie en maakte de wet van toepassing op alle feiten strafbaar met een maximale gevangenisstraf van vijf jaar.

### Verruiming van 1984
In 1984 werden de mogelijkheden verruimd door de invoeging van artikel 216bis in het wetboek van strafvordering. De bedoeling was alternatieve oplossingen te zoeken met betrekking tot de kleine criminaliteit en het gevoel van straffeloosheid tegen te gaan. Voorts was men alweer op zoek naar een manier om de overbelasting van de rechtbanken tegen te gaan.
De Procureur des Konings kreeg de mogelijkheid om voor alle misdrijven met een gevangenisstraf van ten hoogste 5 jaar een betaling van een geldsom (al dan niet met verbeurdverklaring ) voor te stellen (uitgangspunt is hier: de wet). Voorwaarde was dat de (eventuele) schade aan het slachtoffer volledig vergoed moest zijn of dat de dader zijn aansprakelijkheid schriftelijk erkende en het bewijs leverde van de vergoeding van het niet-betwiste deel van de schade.
Deze procedure was enkel mogelijk zolang de strafvordering nog niet was ingesteld, of zolang een onderzoeksrechter niet was gevorderd. Op burgerlijk vlak betekende de aanvaarding van de minnelijke schikking een onweerlegbaar vermoeden van fout.
Het bedrag van de minnelijke schikking mocht niet meer zijn dat het maximum van bij de strafwet bepaalde geldboete.

### Belangrijke wijzigingen 2011 - 2017
De wetswijziging werd voor het eerst in 2008 besproken op basis van een initiatief van het Antwerp World Diamond Center (AWDC), een particuliere organisatie die de zakelijke belangen van de diamantindustrie vertegenwoordigt. Het voorstel werd destijds door de wetgevers afgewezen.

#### Verruiming van 2011 (afkoopwet)
Het debat dook opnieuw op in 2011, toen Minister van Institutionele Hervormingen en vicevoorzitter van het Parlementaire Diamantforum, Servais Verherstraeten, voorstelde om “het Strafwetboek te wijzigen met betrekking tot de beëindiging van criminele procedures door de betaling van een geldsom”. De wet op de minnelijke schikking werd vervolgens aanzienlijk hervormd op 14 april 2011, met wijzigingen aan artikel 216bis, wat voornamelijk procedurele en materiële gevolgen had. Voorheen kon een voorstel voor een minnelijke schikking niet voorgesteld worden door een aanklager indien de strafrechtelijke procedure al was ingeleid. Daardoor was een minnelijke schikking enkel mogelijk wanneer het proces zich nog in de voorlopige onderzoeksfase bevond. Sinds de invoering van het amendement kan een minnelijke schikking nu door de openbare aanklager worden voorgesteld ook wanneer de zaak al doorverwezen werd naar een rechter om een diepgaand onderzoek te voeren of wanneer de rechtbank zichzelf al in kennis heeft gebracht van de zaak.
Het artikel 216bis werd in 2011 aangevuld met een § 2 (de zogenoemde afkoopwet). Men spreekt van het verruimde verval van de strafvordering tegen betaling van een geldsom (V.V.S.B.G.).
Het artikel werd op twee domeinen uitgebreid:
- procedurele uitbreiding: ook al is de strafvordering ingesteld, een minnelijke schikking blijft altijd mogelijk, maar het is dan de rechter die nagaat of aan alle voorwaarden is voldaan en het einde van de strafvordering uitroept
- materiële uitbreiding: voor alle overtredingen, wanbedrijven en correctionaliseerbare misdaden (door aanname van verzachtende omstandigheden); is mogelijk indien Procureur meent dat het feit niet van die aard is om gestraft te worden met gevangenisstraf van meer dan twee jaar; (uitgangspunt is hier: de bestraffing)

In juli 2011 werd artikel 216bis nogmaals gewijzigd om de toepassing van de wet opnieuw uit te breiden naar meer financiële criminaliteit en misdrijven, zoals fiscale zaken. Het amendement werd beschouwd als een manier om de rechterlijke achterstand, voornamelijk in zaken met betrekking tot financiële kwesties, tegen te gaan, en als een manier om grote geldsommen terug te bezorgen aan de staat die anders verloren zouden zijn gegaan.

#### 2012
Pas een jaar later, in mei 2012, omschreef een circulaire van het College van de procureurs-generaal de toepassingscriteria. Deze circulaire, hoewel de wetgeving al een jaar bestond, veroorzaakte een storm van protest in de media: bepaalde criminelen konden hun proces afkopen, wat voor onrechtvaardigheid zou zorgen.
Eind september 2012 werd in het kader van de strijd tegen fiscale fraude een nieuwe wet aangenomen die het mogelijk moet maken voor het Openbaar Ministerie om te besluiten of de fiscus zijn werk voortzet, dan wel strafrechtelijke vervolging wordt ingesteld. Zodra het parket besluit om strafrechtelijk te vervolgen en de zaak wordt voor de rechtbank gebracht, vervallen alle fiscale boetes. Hiertegenover staat dan weer dat de strafrechtelijke boetes verhoogd worden tot 500.000 euro (te vermeerderen met opdeciemen).
In oktober 2012 kwam aan het licht dat de Belgische afkoopwet er mee gekomen zou zijn onder Franse druk, om de steenrijke Oezbeeks-Belgische zakenman Patoch Sjodijev in staat te stellen zijn vervolging in de zaak-Tractebel af te kopen.

#### 2016
Een nieuwe wetswijziging bracht in 2016 een verstrenging van het systeem: minnelijke schikkingen konden niet meer worden afgesloten na het eindvonnis (zelfs al werd cassatieberoep ingesteld) en afgesloten minnelijke schikkingen werden voortaan vermeld in het centraal strafregister.
Later dat jaar oordeelde het Grondwettelijk Hof op prejudiciële vraag dat de verruiming in strijd was met het gelijkheidsbeginsel, in samenhang gelezen met het recht op een eerlijk proces en met de rechterlijke onafhankelijkheid. Doordat het niet nodig is een minnelijke schikking te motiveren, kan de strafrechter geen volwaardig toezicht uitoefenen, noch op de proportionaliteit van de voorgenomen minnelijke schikking, noch op haar wettigheid. Bijgevolg is de afkoopwet ongrondwettig (met handhaving van de lopende gevolgen tot de publicatie van het arrest).

#### 2017
In 2017 werd een onderzoekscommissie in het leven geroepen om te onderzoeken hoe de wet tot stand is gekomen. Er werd bepaald dat de wet werd aangenomen door een politiek ‘geven-en-nemen’ tussen de PS en de liberale partij destijds. De PS probeerde er toen een opheffing van het bankgeheim door te krijgen, terwijl de liberalen streefden naar een nieuwe regeling voor een strafrechtelijke transactie. Na bemiddeling door het kabinet van Yves Leterme (CD&V) werd op 3 februari 2011 een politieke overeenkomst gesloten.
Op 4 juli 2017 deelde de voorzitter van de onderzoekscommissie, Dirk Van der Maelen (sp.a), in een interview met het Belgische nieuwsmagazine Knack zijn overtuiging dat de diamantsector en het College van Procureurs-Generaal, onder de politieke verantwoordelijkheid van de CD&V, de “vaders” zijn van de wet minnelijke schikking. Hij rechtvaardigde zijn argument door te stellen dat de wet geschreven werd door twee advocaten namens het Antwerp World Diamond Center, om zo de sector te helpen om te gaan met beschuldigingen van fiscale fraude.
Er werd gesuggereerd dat een gelijkaardige wet op de minnelijke schikking die in januari 2017 in Frankrijk werd aangenomen als inspiratie zou kunnen dienen voor Belgische wetgevers, omdat het een Angelsaksisch geïnspireerde ‘overeenkomst tot compensatie in het algemeen belang’ inhield, die een grotere nadruk legt op het ‘hervormend’ zijn met het oog op criminele preventie via een verplicht nalevingsprogramma.

## Werking

### Minnelijke schikking vóór de onderzoeks- en vonnisfase
Misdrijven waarover nog geen gerechtelijk onderzoek is ingesteld en die nog niet bij de strafrechter zijn beland, kunnen eenzijdig door de Procureur des Konings worden afgehandeld. Het volstaat dat hij een dubbele inschatting maakt over de feiten, namelijk dat ze (i) geen gevangenisstraf van meer dan twee jaar rechtvaardigen en (ii) geen zware aantasting inhouden van de lichamelijke integriteit. De mening van het slachtoffer doet wettelijk niet ter zake, in die mate dat het zelfs niet wordt vermeld in de procedure (en dus theoretisch compleet in onwetendheid kan zijn). Als de procureur en de dader akkoord zijn en het bedrag wordt betaald, vervalt de strafvordering.

### Minnelijke schikking tijdens een gerechtelijk onderzoek of strafzaak
Als een zaak in handen is van een onderzoeksrechter of een strafrechter, kan de procureur het initiatief nemen om te onderhandelen over een minnelijke schikking met de verdachte of beklaagde. Door de vereiste dat beklaagde en slachtoffer een akkoord moeten vinden over de omvang en de regeling van de schadevergoeding, heeft het slachtoffer een vetorecht over de minnelijke schikking. Sinds de publicatie van het arrest van 2 juni 2016 kunnen in principe geen schikkingen meer worden afgesloten.

## Kritiek
Critici beweerden dat het amendement de eerste stap was in de richting van "klassenjustitie” en een rechtssysteem met twee snelheden, waarbij zij die zich dergelijke betalingen kunnen veroorloven, bevoorrecht worden.
In juni 2016 oordeelde het Belgisch Grondwettelijk Hof dat delen van de wet ongrondwettelijk waren, aangezien de beëindiging van een vervolging na een minnelijke schikking niet onderworpen wordt aan controle door een rechter. Het Hof oordeelde dat dit een schending van de beginselen van gelijkheid en non-discriminatie, zoals opgenomen in de Grondwet, inhield. De wet werd bijgevolg nietig verklaard. Omdat sommige lagere rechtbanken uitspraken bleven doen die het Grondwettelijk Hof accepteerde omdat ze binnen de grenzen van haar uitspraak vielen, besloot het College van Procureurs-Generaal in juni 2017 echter om de wet in juni 2017 opnieuw te herstellen.

## Statistieken
Volgens de Jaarstatistiek van de correctionele parketten zijn er 6.760 zaken met een minnelijke schikking afgesloten in 2015. De cijfers laten geen uitsplitsing toe naar de fase waarin de schikking heeft plaatsgevonden. Ook ernstige feiten als aanrandingen en verkrachtingen blijken in der minne te regelen.
Gekende zaken zijn onder andere:
- Omega Diamonds

## "Una Via"-wet
Deze wetgeving moet in samenhang gezien worden met de hoger beschreven afkoopwet.